# Ahmad Nawaf al-Ahmad al-Sabah
Ahmad Nawaf al-Ahmad al-Sabah (né en 1956) est un homme d'État et militaire koweïtien, fils de l'émir Nawaf. 
Il devient Premier ministre le 24 juillet 2022,.
Après les élections législatives de 2023, il est reconduit à son poste de Premier ministre. Le nouvel émir, Mishal, le remplace par Muhammad al-Sabah al-Salim al-Sabah en janvier 2024.

## Anciennes fonctions
Il travaille au ministère de l'Intérieur avec le grade de lieutenant-général, puis prend sa retraite en 2014 et occupe le poste de gouverneur de Hawalli la même année, et il représente l'émir du pays à plus d'une occasion. Lorsque Mishal est nommé prince héritier, il prend le poste de chef adjoint de la Garde nationale avec le rang de ministre le 19 novembre 2020, jusqu'au 9 mars 2022.